# Erinnerungskreuz für den Feldzug 1870/71

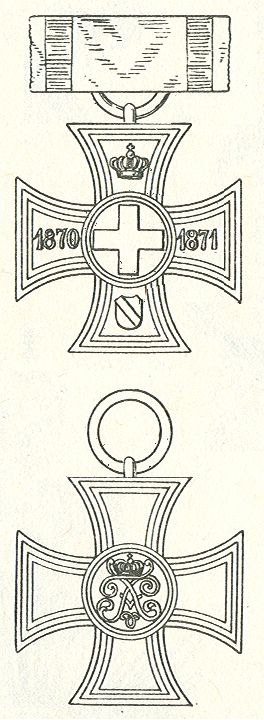
Vorder- und Rückseite (unten)

Das Erinnerungskreuz für den Feldzug 1870/71 wurde am 25. Juni 1871 von Großherzog Friedrich I. von Baden gestiftet. Es konnte an Frauen und Männer gleichermaßen verliehen werden, die sich während des Deutsch-Französischen Krieges durch die Pflege Verwundeter und Kranker, die Fürsorge für die Truppe sowie die Unterstützung der Familien derer zum Dienst einberufenen Reservisten und Landwehrmänner verdient gemacht hatten.
Der Orden ähnelt dem Eisernen Kreuz, jedoch befindet sich in der Kreuzmitte ein Medaillon, auf dessen Vorderseite das Genfer Kreuz und auf der Rückseite die Initialen des Stifters, die von der großherzoglichen Krone überragt wird, zu sehen sind. Auf den seitlichen Kreuzarmen sind die Jahreszahlen 1870 und 1871 sowie auf dem oberen Kreuzarm die badische Krone und auf dem unteren der Wappenschild Badens abgebildet.
Das Ordensband ist hellgelb mit roten und außen weißen Randstreifen.
Getragen wurde die Auszeichnung am Band auf der linken Brust.

## Weblink
- Erinnerungskreuz für den Feldzug 1870/71 im Stadtwiki Karlsruhe